# Dendropsophus tintinnabulum
Dendropsophus tintinnabulum é uma espécie de anfíbio da família Hylidae.
Pode ser encontrada nos seguintes países: Brasil e possivelmente em Colômbia.
Os seus habitats naturais são: florestas subtropicais ou tropicais húmidas de baixa altitude, rios, marismas de água doce e marismas intermitentes de água doce.